# Права ЛГБТ в Монтане
Лесбиянки, геи, бисексуалы и трансгендеры (ЛГБТ) в штате Монтана в США не подвергаются преследованию со стороны официальных властей, но всё ещё сталкиваются с рядом юридических проблем, которые отсутствуют у гетеросексуалов.
Однополые сексуальные отношения в штате декриминализированы в 2013 году. Однополые браки являются законными с ноября 2014 года. В настоящее время дискриминация по признаку сексуальной ориентации и гендерной идентичности законодательно запрещена только в нескольких городах штата.

## Законы об однополых сексуальных отношениях
Представления коренных народов на территории Монтаны о гендере и сексуальности сильно отличались от представлений европейских колонизаторов. Трансгендерные люди у черноногих назывались «айаи-кик-ахси» (тот, кто действует как женщина) и «авау-кацик-саки» (та, кто действует как воин) или «нинаух-оскити-пахпяки» (та, у которой сердце мужчины). У гровантаров, шайеннов, ассинибойнов и кроу транс-женщин называли «атхутх», «хе-эмане-э», «уикта» и «бадэ» соответственно; транс-мужчины среди шайеннов были известны как «хетанемане-э». Они выполняли соответствующие их гендеру роли и даже вступали в браки. Когда в 1890-х годах американский государственный агент у кроу попытался заставить местных «бадэ» одеваться и выглядеть соответственно их биологическому полу, он столкнулся с серьёзным противодействием со стороны всех представителей племени, которые возражали «говоря, что это противоречит природе». Одним из «бадэ» был Ош-Тиш, игравший важную общественную роль у кроу.
В 1865 году территория Монтана приняла свой первый уголовный кодекс, который включал положение, предусматривавшее наказание за содомию («преступление против природы») в виде лишения свободы сроком от пяти лет до пожизненного заключения. В 1878 году в Монтане был зарегистрирован один из первых случаев содомии в США. В деле «Территория Монтана против Махаффея» мужчина был признан виновным в сексуальных отношениях с четырнадцатилетним подростком. В 1915 году Верховный суд штата Монтана постановил, что оральный секс также подпадает под действие закона о содомии. За время действия этого закона суды в Монтане признали виновными несколько человек, включая совершеннолетних граждан, вступавших в подобные отношения по взаимному согласию.
В 1972 году законодательное собрание штата Монтана 69 голосами против 16 отклонило предложение, согласно которому «частные половые акты между взрослыми людьми по обоюдному согласию не являются преступлением». В 1973 году был принят новый уголовный кодекс штата, в котором термин «содомия» рассматривался, как «девиантное сексуальное поведение» лиц одного пола. Таким образом в Монтане был узаконен оральный и анальный секс между представителями разных полов, то есть гетеросексуалов. В новом уголовном кодексе содомия наказывалась тюремным заключением сроком до десяти лет и возможным штрафом в размере пятидесяти тысяч долларов. Закон о регистрации сексуальных преступников от 1989 года требовал, чтобы каждый, кто был осуждён за гомосексуальное поведение, регистрировался у местного начальника полиции и сообщал о любых изменениях своего адреса.
В 1991 году законодательное собрание штата Монтана внесло поправки в законы штата об изнасилованиях и сексуальных посягательствах, сделав их гендерно-нейтральными. В новой редакции закон предусматривал единое наказание как за гетеросексуальное, так и за гомосексуальное изнасилование сроком минимум в два года тюремного заключения. Попытки отменить закон штата о содомии потерпели неудачу в 1993 и 1995 годах. В 1997 году Верховный суд штата Монтана в лице судьи Джима Нельсона, рассматривая дело «Грычан против штата Монтана», постановил, что закон Монтаны, запрещающий однополые половые контакты между взрослыми людьми по взаимному согласию, является неконституционным. Попытки отменить этот закон в 1999, 2001 и 2011 годах потерпели неудачу. 20 февраля 2013 года сенат штата Монтана 38 голосами против 11 принял законопроект, отменивший часть закона о содомии, которая касалась действий совершеннолетних граждан одного пола по взаимному согласию. 10 апреля 2013 года палата представителей штата Монтана приняла закон 64 голосами против 35. Губернатор Стив Буллок подписал закон 18 апреля того же года.

## Однополые браки
В ноябре 2004 года избиратели Монтаны приняли поправку к конституции штата, согласно которой брак в штате определяется, как союз мужчины и женщины. 19 ноября 2014 года окружной суд США по округу Монтана постановил, что запрет штата на однополые браки является неконституционным. Судья Брайан Моррис наложил судебное вето на исполнение запрета штата на однополые браки, которое вступило в силу немедленно. Штат Монтана подал апелляцию в апелляционный суд девятого округа, во время рассмотрения которой, 26 июня 2015 года Верховным судом США в деле «Обергефелл против Ходжеса» было вынесено решение о том, что запреты в штатах на однополые браки противоречат Конституции США. Таким образом однополые браки стали легальными по всей территории страны.

## Усыновление
В Монтане разрешено усыновление / удочерение одинокими гражданами, и нет прямых запретов на усыновление детей однополыми парами или усыновление вторым родителем в однополых семьях. Женские однополые пары имеют доступ к услугам вспомогательной репродукции, таким как экстракорпоральное оплодотворение. Закон штата признает негенетическую, негестационную мать в качестве законного родителя ребёнка, родившегося в результате донорского осеменения, но только в том случае, если родители состоят в браке.
Закон штата Монтана не регулирует практику суррогатного материнства, но суды в целом одобряют этот процесс. Как правило, суды выносят постановление о рождении до рождения ребёнка супругам или не состоящим в браке парам и одиноким гражданам, если есть генетическая связь с ребёнком. Наличие распоряжения об отцовстве для одиноких граждан и пар, не имеющих генетической связи с ребёнком, чаще определяется в индивидуальном порядке. Пары, использующие традиционный процесс суррогатного материнства, могут потребовать послеродового слушания или усыновления, чтобы получить законные права на своего ребёнка.
В деле «Колстэд против Маньячи» рассматривался отказ Барбары Маньячи в праве Мишель Колстэд видеться с детьми, которых они воспитывали вместе до развода и которые по закону были усыновлены только Маньячи. Суд первой инстанции встал на сторону Колстэд и предоставил ей родительские права. Верховный суд штата Монтана подтвердил это постановление 7 октября 2009 года, установив прецедент, разрешающий в будущем усыновление неродным родителем в однополых парах по всему штату.

## Законы против дискриминации

Карта округов Монтаны и городов, в которых приняты антидискриминационные законы по признакам сексуальной ориентации и / или гендерной идентичности.
Запрет на дискриминацию по признакам сексуальной ориентации и гендерной идентичности
Запрет на дискриминацию по признакам сексуальной ориентации и гендерной идентичности только в сфере занятости
Нет запрета на дискриминацию по признакам сексуальной ориентации и гендерной идентичности в сфере занятости

Закон Монтаны запрещает дискриминацию по признаку сексуальной ориентации и гендерной идентичности при приёме на работу в государственные учреждения штата и структуры, связанные с государственным финансированием. В 2000 году губернатор Марк Расикоу утвердил правило, запрещающее дискриминацию по признаку сексуальной ориентации при приёме на работу в правительственные органы штата. В ноябре 2008 года губернатор Брайан Швейцер издал указ № 41-2008, расширяющий положения антидискриминационного правила. В январе 2016 года губернатор Стив Буллок расширил правило, включив в него пункт о гендерной идентичности, и распространил его действие на государственных подрядчиков и субподрядчиков.
23 февраля 2011 года палата представителей Монтаны 62 голосами против 37 приняла закон, который запрещает местным муниципалитетам утверждать антидискриминационные категории, не защищенные законом штата. Законопроект был принят постоянным комитетом сената штата Монтана 28 апреля 2011 года. Однако в нескольких городах и округах Монтаны приняты и действуют постановления, запрещающие дискриминацию по признаку сексуальной ориентации и гендерной идентичности как в государственном, так и в частном секторе занятости, сфере жилья и общественных местах. Это города Бозмен, Бьютт, столица штата — Хелена, Мизула, Уайтфиш и округа Сильвер-Боу и Мизула; в последнем запрет на дискриминацию распространяется только на сотрудников округа.

## Закон о преступлениях на почве ненависти
Закон Монтаны о преступлениях на почве ненависти не касается преступлений на почве ненависти, основанных на гендерной идентичности или сексуальной ориентации. В октябре 2009 года конгрессом США был принят закон Мэтью Шепарда и Джеймса Берда-младшего о предотвращении преступлений на почве ненависти, который также включал преступления, мотивированные фактической или предполагаемой сексуальной ориентацией или гендерной идентичностью жертвы. Действие этого федерального закона распространяется.

## Гендерные идентичность и выражение
Трансгендерные люди в штате Монтана пользуются правом на изменение гендерного маркера в официальных документах. До декабря 2017 года они могли сделать это лишь после операции по смене пола и клинического лечения. В настоящее время эти требования сняты. Теперь в штате можно изменить гендерный маркер в свидетельстве о рождении, представив в Департамент общественного здравоохранения и социальных служб «Аффидевит об исправлении», подписанный заявителем, заполненную «Форму определения пола» и заверенную копию постановления суда с указанием об изменении пола. Отдел автотранспортных средств Министерства юстиции меняет обозначение пола в водительских правах и государственном удостоверении личности после получения письма от врача, подтверждающего, что заявитель находится в процессе или завершил процесс изменения пола. В июне 2018 года консервативная инициатива с требованием от трансгендерных людей пользоваться общественными туалетами, соответствующими их биологическому полу, не набрала необходимого числа подписей для вынесения на голосование.

## Общественное мнение
Опрос, проведённый в 2017 году Институтом исследования общественного мнения (PRRI), показал, что 57 % жителей штата Монтана поддерживают однополые браки, 37 % против и 6 % не имеют однозначного мнения по этому вопросу.
Тот же опрос показал, что 61 % жителей штата поддерживают антидискриминационный закон, касающийся сексуальной ориентации и гендерной идентичности, 33 % высказались против такого закона и 6 % затруднились ответить. Согласно опросу 2019 года за включение ЛГБТ в антидискриминационный закон штата высказались 62 % жителей, 31 % были против и 7 % затруднились ответить.
Кроме того, в 2017 году 53 % жителей штата высказались против того, чтобы государственным служащим разрешалось отказываться обслуживать лесбиянок, геев, бисексуалов и трансгендеров из-за личных религиозных убеждений, в то время как 42 % поддержали разрешение на отказы по таким мотивам и 5 % затруднились ответить. Согласно тому же опросу 2019 года 51 % были против разрешения на отказ в обслуживании ЛГБТ по религиозным убеждениям, 40 % высказались за и 9 % затруднились ответить.

## Сводная таблица прав ЛГБТ в штате Монтана
| Декриминализация однополых отношений                                                              | Да       | c 2013 |
| Равный возраст сексуального согласия для ЛГБТ и гетеросексуалов (16 лет)                          | Да       |        |
| Брак для однополых пар                                                                            | Да       | с 2014 |
| Право на совместное усыновление детей однополыми парами и усыновление пасынков в однополых семьях | Да       |        |
| Право на ЭКО и суррогатное материнство для ЛГБТ                                                   | Да       |        |
| Законы о борьбе с дискриминацией ЛГБТ                                                             | Частично |        |
| Законы о борьбе с дискриминацией в сфере занятости                                                | Да       | с 2020 |
| Законы о борьбе с дискриминацией в жилищной сфере                                                 | Частично |        |
| Право на прохождение службы в армии для ЛГБТ                                                      | Да       | с 2011 |
| Право на изменение пола                                                                           | Да       |        |
| Конверсионная терапия запрещена для несовершеннолетних                                            | Нет      |        |
| Право МСМ быть донорами крови                                                                     | Частично |        |